# Pteroglossa regia
Pteroglossa regia är en orkidéart som först beskrevs av Friedrich Fritz Wilhelm Ludwig Kraenzlin, och fick sitt nu gällande namn av Rudolf Schlechter. Pteroglossa regia ingår i släktet Pteroglossa och familjen orkidéer. Inga underarter finns listade i Catalogue of Life.